# Angels (album The 69 Eyes)
Angels – ósmy album studyjny fińskiej grupy The 69 Eyes, tematyczna kontynuacja poprzedniej płyty, „Devils”. Wyprodukowany przez Virgin Records/ EMI w 2007 roku.

## Lista utworów
1. "Angels" – 3:59
2. "Never Say Die" – 3:29
3. "Rocker" – 3:39
4. "Ghost" – 4:17
5. "Perfect Skin" – 3:45
6. "Wings & Hearts" – 5:05
7. "Star of Fate" – 4:50
8. "Los Angeles" – 3:48
9. "In My Name" – 3:36
10. "Shadow of Your Love" – 3:43
11. "Frankenhooker" – 4:03
12. "Only Fools Don't Fall Once More (utwór dodatkowy na edycji japońskiej) – 4:18
13. "Wrap Your Troubles in Dreams" (utwór dodatkowy na edycji japońskiej i amerykańskiej) – 4:32

## Single
Perfect Skin
1. "Perfect Skin" – 3:47
2. "Devils" (live) – 4:28
3. "Christina Death" (live) – 4:34
4. "I Just Want To Have Something To Do" (The Ramones cover) (Live) – 3:17

Never Say Die
1. "Never Say Die" (Single Mix) – 3:32
2. "Never Say Die" (Album Mix) – 3:30
3. "Only Fools Don't Fall Once More" – 4:18

Rocker
1. "Rocker" – 3:39

Ghost
1. "Ghost" – 4:17
2. "Wrap Your Troubles In Dreams" (2007) – 4:31
3. "Never Say Die" (video)